# Société indienne de sociologie
Pour les articles homonymes, voir ISS.
La société indienne de sociologie  (en anglais Indian Sociological Society, ISS) a été fondée à Bombay en Inde le 11 décembre 1951. 
Le professeur G. S. Ghurye du département de sociologie de l'université de Bombay est le principal artisan de cette fondation. Presque tous les sociologues actifs de l'époque ont été les membres fondateurs de l'ISS. Le premier président a été le professeur Ghurye, il a été réélu plusieurs fois entre 1951 et 1966. 
Au moment même où la société indienne de sociologie s'établissait, une autre organisation était enregistrée : la Conférence (AISC) en 1955 sous la conduite des professeurs D.P. Mukherjee, Radha Kamal Mukherjee, D.N. Mujumdar et R.N. Saxena. Son but était principalement d'organiser des rassemblements nationaux des sociologues. Ils organisèrent six de telles conférences. 
Il est bientôt apparu qu'il y avait chevauchements entre l'ISS et l'AISC, le besoin de fusionner ces deux organismes séparés est venu. Le premier « nouveau » rassemblement, numéroté VII, a été tenu à l'Institut Tata de sciences sociales, à Bombay en octobre 1967. Il a été inauguré par professeur G.S. Ghurye, et présidé par le professeur M.N. Srinivas, président en exercice de l'ISS.
Depuis 27 rassemblements se sont tenus. Les statuts de l'ISS ont été changés en 1973 : la période d'activité des présidents a été réduite de trois à deux ans. En tant que seul corps représentatif les sociologues et des anthropologues sociaux en Inde, l'ISS s'est développé peu à peu. Le nombre de ses adhérents actuels (en 2007) seraient de plus de 2 100 dont environ 10 % issus de l'étranger. 
Il y a plusieurs corps régionaux au sein de l'ISS et ils tiennent leurs propres conférences régionales. La société  indienne de sociologie a accueilli le XIe congrès mondial de sociologie, la première d'être tenue dans un pays asiatique, du 18 au 22 août 1986 New Delhi.
Actuellement, la société indienne de sociologie a son siège à l'institut des sciences sociales, à New Delhi.

## Dirigeants
|    |           | Président         | Secrétaire(s)                  | Trésorier      |
| 1  | 1951-66   | G. S. Ghurye      | J. V. Ferreira - K. M. Kapadia | S.K.Bhuvalkar  |
| 2  | 1967-70   | M. N. Srinivas    | M.S.A.Rao - A. M. Shah         | Yogendra Singh |
| 3  | 1970-73   | R. N. Saxena      | A. M. Shah                     | Indra Deva     |
| 4  | 1973-75   | R. K. Mukherjee   | P. C. Joshi                    | B. S. Baviskar |
| 5  | 1975-77   | S. C. Dube        | Yogendra Singh                 | T. K. Oommen   |
| 6  | 1977-79   | I. P. Desai       | Yogendra Singh                 | T. K. Oommen   |
| 7  | 1979-81   | A. R. Desai       | Y. B. Damle                    | U. B. Bhoite   |
| 8  | 1981-83   | M. S. Gore        | Y. B. Damle                    | U. B. Bhoite   |
| 9  | 1983-85   | Y. B. Damle       | D. N. Dhanagare                | Neera Desai    |
| 10 | 1985-87   | Victor S. D’Souza | Suma Chitnis                   | Neera Desai    |
| 11 | 1987-89   | B. R. Chauhan     | P. N. Mukherji                 | M. N. Panini   |
| 12 | 1989-91   | P. C. Joshi       | T. K. Oommen                   | George Mathew  |
| 13 | 1991-93   | A. M. Shah        | B. S. Baviskar                 | George Mathew  |
| 14 | 1993-95   | Yogendra Singh    | S. L. Sharma                   | George Mathew  |
| 15 | 1995-97   | Indra Deva        | S. L. Sharma                   | Mohini Anjum   |
| 16 | 1997-99   | T. K. Oommen      | Aneeta A. Minocha              | Mohini Anjum   |
| 17 | 1999-2001 | B. S. Baviskar    | Aneeta A. Minocha              | Tulsi Patel    |
| 18 | 2001-2003 | D. N. Dhanagare   | J. J. Kattakayam               | Harish Doshi   |
| 19 | 2003-2005 | P. N. Mukherji    | J. J. Kattakayam               | U. B. Bhoite   |